# Девід Аттенборо
Сер Девід Фредерік Аттенборо (англ. Sir David Frederick Attenborough) — один із найзнаменитіших у світі ведучих-натуралістів. Народився 8 травня 1926 р., в західному Лондоні, Англія. Багато хто вважає його піонером документальних фільмів про природу. Він був ведучим і головним творцем десяти знаменитих документальних серіалів про природу (десятий був закінчений восени 2009 року), які детально розповідають про всі види життя на землі і про їхню взаємодію. Крім того, він працював головним менеджером Бі-бі-сі в 1960-х і 1970-х роках.
Молодший брат режисера й актора Річарда Аттенборо.

## Коротка біографія
Аттенборо виріс в «College House» в середині «University College, Leicester» в Лестері, де його батько, Фредерік, працював директором. У нього два брати — старший, Річард, який став режисером, і молодший, Джон, який став менеджером компанії «Альфа Ромео». Під час Другої світової війни його батьки вдочерили двох єврейських дівчаток-біженок з Європи.
У дитинстві Аттенборо збирав копалини, каміння та інші зразки природи, які він представляв у власному «музеї».
Аттенборо здобув вищу освіту в Клер Коледжі Кембриджського університету, де здобув ступінь бакалавра мистецтв (BA Cantab) в області природничих наук. У 1947 році він служив в армії в Уельсі і Шотландії. У 1950 році він одружився з Джейн Елізабет Ебсуорс Оріель (англ. Jane Elizabeth Ebsworth Oriel). Джейн померла в 1997 р. У подружжя було двоє дітей — Роберт і Сузан.

## Кар'єра в Бі-бі-сі
Аттенборо почав працювати на Бі-бі-сі в 1952 у відділі «Talks», де обговорювалися нові програми.
Знаменитий зв'язок між Аттенборо і природою почався з тригодинної передачі «The Pattern of Animals» («Тенденції у світі тварин»), знятої в Лондонському зоопарку разом з відомим натуралістом Джуліаном Хакслі (Аттенборо був ведучим цієї передачі). У програмі вони з'ясовували використання природою камуфляжу, апосематизму і шлюбних церемоній.
У вересні 1954 Аттенборо їде в Сьєрра-Леоне на знімання матеріалу для циклу телепередач «Пригоди з дикими тваринами». Ці передачі мали великий успіх у глядачів і рік тому, у березні 1955 Аттенборо зі своєю командою відправився в Південну Америку для знімання нових матеріалів. В 1956 була проведена ще одна експедиція — на острів Комодо, для знімання знаменитих комодських варанів. Потім були подорожі в Австралію і на Мадагаскар. Крім зйомок, ці експедиції мали і чисто наукові цілі — вилов екзотичних тварин для Лондонського зоопарку.
З 1965 по 1969 Аттенборо працював контролером британського телевізійного каналу BBC2. У 1967 році, канал BBC2 став першим у Великій Британії каналом кольорового телевізійного мовлення.
З 1969 по 1972 він служив Директором передач (з відповідальністю за канали BBC1 і BBC2).

## Серіали «Життя …»

Наприкінці 70-х років Девід Аттенборо задумав зняти три серіали, причому з самого початку хотів зняти саме в рамках проєкту, який він назвав «Життя …»
- Серіал (TV_series) Life on Earth («Життя на Землі»)[en] (1979) 13х55хв, що розповідає про еволюцію тваринного світу на Землі — історія життя;
- Серіал The Living Planet («Жива планета»)[en] (1984) 12х55хв розповідає про кліматичні зони і ареали — географія життя;
- І серіал The Trials of Life («Випробовування життям»)[en] (1990) 12х50 розповідає про тварин з моменту народження до моменту смерті — психологія тварин.

Аттенборо вважав, ці три серіали зможуть ввести глядача в усі основні питання біології.
Наступні його серіали — тільки розвивали теми, що вже були висвітлені в перших трьох:
- Life in the Freezer («Життя в морозилці»)[en] (1993) 6х30хв — про  Антарктиду
- The Private Life of Plants («Невидима життя рослин») (1995) 6х50хв — про  рослин
- The Life of Birds («Життя птахів»)[en] (1998) 10х50хв — про птахів
- The Life of Mammals («Життя ссавців»)[en] (2002) 10х50хв — про  ссавців
- Life in the Undergrowth («Життя в мікросвіті»)[en] (2005) 5х50хв — про наземних безхребетних
- Life in Cold Blood («Життя з холодною кров'ю»)[en] (2008) 5х50 хв — про  плазунів  і  земноводних
- Останнім з серіалів цього циклу на сьогодні є сиквел серіалу, що вийшов в далекому 1984 році («Жива планета») Бі-Бі-Сі: Життя (2009) 10х50хв, показ якого розпочато на BBC 12 жовтня 2009. Це перший серіал Девіда Аттенборо, знятий у стандарті телебачення високої чіткості.

(В цілому, в рамках серіалів «Життя …» було випущено 89 серій.)
Особливістю всіх перерахованих серіалів є те, що Девід Аттенборо не просто коментує картинку, але й активно присутній в кадрі в багатьох сюжетах, що надає цим серіалів особливу достовірність.

## Wildlife on ONE
Хоча за межами Великої Британії Аттенборо переважно відомий саме завдяки своїм серіалів «Життя …», для британських глядачів його ім'я тісно асоціюється з нескінченним циклом коротких півгодинних фільмів про тварин, що виходять на Бі-Бі-Сі з 1977 року і дотепер, і нараховує вже більше 250 серій. Серіал в минулому неодноразово перейменовувався і в різний час виходив під назвами «Дика природа з Девідом Аттенборо» («David Attenborough's NATURAL WORLD»), «Дика природа на ПЕРШОМУ» (Wildlife on ONE) і «Дика природа на ДРУГОМУ» (Wildlife on TWO). Однак формат серіалу, голос, а також особиста присутність Девіда Аттенборо у вступних кадрах деяких серій залишаються незмінними протягом десятиліть.
Кожна серія присвячена певній тварині, причому ця тварина майже завжди розкривається зовсім не з того боку, з якого ми звикли її сприймати. На DVD-дисках у продаж серіал не випускався.

## Фільми Алістера Фотерджілла
Популярність перерахованих вище серіалів виявилася такою, що для британської аудиторії голос Аттенборо став фактично синонімом кінонатуралістіки. Тому Аттенборо неодноразово запрошувався для озвучування закадрових коментарів фільмів про природу, що випускається BBC, з яких найвідомішими є серіали Алістера Фотерджілла:
- The Blue Planet («Блакитна планета»)[en] (2001) 8х50хв — опис підводного життя в океанах
- Planet Earth («Планета Земля») (2006) 11х50хв. (Фільм високої чіткості, знятий спеціально для продажу на BlueRay-дисках.)
- Наша планета (2019) — серіал для компанії Netflix

Стиль фільмів Фотерджілла помітно відрізняється від фільмів Аттенборо. У Аттенборо акцент робиться на пояснення явищ і причин. У Фотреджілла основний акцент робиться на епічність і споглядальність картинки.

## Серіали, не пов'язані з натуралістікою
Хоча Девід Аттенборо відомий широкій публіці як натураліст, його інтереси натуралістікою не обмежуються. У різний час у нього виходили документальні серіали на тему:
- Палеонтології («Загублені світи, зникле життя»[en] 4х40хв)
- Археології («Перший Едем»[en] 4х60хв)
- Екології («Стан планети»[en] 3х50хв, «Вся правда про зміну клімату»[en] 2х60хв)
- І навіть культурології («Око дикуна»[en] 7х50хв)

## Поточна діяльність
Останнім часом Бі-Бі-Сі активно шукає, хто зможе замінити Девіда Аттенборо, що оголосив про закінчення кар'єри, однак очевидних наступників у нього немає.
Однак, попри свої заяви про звільнення, сам Аттенборо не поспішає припиняти роботу над все новими й новими фільмами. Так, наприклад, в наш час[коли?] він займається зйомкою матеріалу для фільму «First Animals» («Перші тварини»), присвячений першим видам тварин на Землі.

## Нагороди
- Командор ордену Британської імперії (1974)
- Командор Королівського Вікторіанського ордену (1991)
- Орден Кавалерів Пошани (1996)
- Орден Заслуг (2005)

У 1985 році посвячений у лицарі.